# Néa Ekklisoúla
Néa Ekklisoúla (grec moderne : Νέα Εκκλησούλα) est une localité située dans le dème de Mégalopolis, dans le district régional d'Arcadie, dans la périphérie du Péloponnèse, en Grèce.
Selon le recensement de 2021, elle compte 37 habitants.